# Candy Doll
CandyDoll（キャンディードール）は、かつて日本に存在していたグラビア画像・動画の企画・制作及びダウンロード配信を行っていた配信サイトの名称、及びソフトウェアの企画・制作及び販売を行う際に用いていたレーベル名である。株式会社TDKが運営していた。
主に東欧系の白人ジュニアモデルのグラビアを企画・制作していた。
2015年12月をもってサービスは終了し、現在は映像ソフトもすべて廃盤となっている。現在はその後継となる成人向けグラビアサイト「TokyoDoll.tv」がサービスを提供している。

## 沿革
- 2007年12月、コスミック出版より同サイトのモデル達の写真集「北欧美少女 11人のアリスたち」と、グラビアDVD「Nymphet ニンフェット」が発売される[1]。
- 2008年1月、画像・動画のダウンロードサイト「CandyDoll.tv」がサービスを開始。
- 2008年6月から、所属モデルのオムニバスDVD「Alice アリス ヨーロッパの美少女たち」3タイトルが、GPミュージアムソフトより順次発売される。
- 2008年8月から、初の単体モデルのグラビアDVD「Nymphetシリーズ」6タイトルが、株式会社アイファクトリーより順次発売される。
- 2015年12月21日、後継となる成人向けグラビアサイト「TokyoDoll.tv」のサービスを開始。
- 2015年12月24日、「CandyDoll.tv」のサービス終了。

## 映像ソフト

### Nymphetシリーズ

#### DVD
- Nymphet ニンフェット（2007年12月20日、コスミック出版）オムニバス
- Nymphet vol.1 アリョーナ（2008年8月25日、株式会社アイファクトリー）
- Nymphet vol.2 オーリャ（2008年9月25日、株式会社アイファクトリー）
- Nymphet vol.3 ヴィーカ（2008年10月25日、株式会社アイファクトリー）
- Nymphet vol.4 ジュリア（2008年11月25日、株式会社アイファクトリー）
- Nymphet vol.5 イリナ（2008年12月25日、株式会社アイファクトリー）
- Nymphet vol.6 マーシャ（2009年2月25日、株式会社アイファクトリー）
- Nymphet SPECIAL（2009年7月24日、コスミック出版）オムニバス

### Aliceシリーズ

#### DVD
- Alice アリス ヨーロッパの美少女たち（2008年6月25日、GPミュージアム）オムニバス
- Alice アリス ヨーロッパの美少女たちII（2008年8月25日、GPミュージアム）オムニバス
- Alice アリス ヨーロッパの美少女たちIII（2008年9月25日、GPミュージアム）オムニバス

### EU-J

#### DVD
※EU-Jから発売された所属モデル2名分のグラビアDVD
- サーシャ＆バレリア（2009年8月15日、EU-J）
- ユリア＆イリナ（2009年9月15日、EU-J）
- ウリアーナ＆ユリア（2009年10月15日、EU-J）
- オルハ＆カトリーナ（2009年11月15日、EU-J）

### Candy Dollシリーズ

#### DVD
- Candy Doll Vol.1（2009年8月19日、オルスタックソフト）オムニバス
- Candy Doll Vol.2（2009年8月29日、オルスタックソフト）オムニバス
- Candy Doll Vol.3（2009年9月29日、オルスタックソフト）オムニバス
- Candy Doll Vol.4（2009年9月29日、オルスタックソフト）オムニバス
- Candy Doll Vol.5（2009年12月29日、オルスタックソフト）オムニバス
- Candy Doll Vol.6（2009年12月29日、オルスタックソフト）オムニバス
- Candy Doll Vol.7（2010年8月27日、オルスタックソフト）オムニバス
- Candy Doll Vol.8（2010年8月27日、オルスタックソフト）オムニバス

### CandyDoll COLLECTION

#### DVD
- Candy Doll COLLECTION 1 ヴィオレッタ（2009年12月19日、株式会社ヘンドリックス）
- Candy Doll COLLECTION 2 アンジェリーカ（2010年1月23日、株式会社ヘンドリックス）
- Candy Doll COLLECTION 3 マルガリータ（2010年2月20日、株式会社ヘンドリックス）
- Candy Doll COLLECTION 4 エリザベータ（2010年3月26日、株式会社ヘンドリックス）
- Candy Doll COLLECTION 5 ピオナ（2010年4月24日、株式会社ヘンドリックス）
- LittlePrincess リトルプリンセス 1（2010年5月5日、株式会社ヘンドリックス）オムニバス（※出演：リリア、ジーナ）
- LittlePrincess リトルプリンセス 2（2010年5月5日、株式会社ヘンドリックス）オムニバス（※出演：ミレーナ、ヴィオレッタ）
- Candy Doll COLLECTION 6 イーナ（2010年5月23日、株式会社ヘンドリックス）
- Candy Doll COLLECTION 7 モニカ（2010年6月25日、株式会社ヘンドリックス）
- Candy Doll COLLECTION 8 ローラ.B（2010年8月15日、株式会社ヘンドリックス）
- Candy Doll COLLECTION 9 シャルロット.S（2010年8月22日、株式会社ヘンドリックス）
- Candy Doll COLLECTION 10 スクール水着 Collection 11Girls（2010年8月22日、株式会社ヘンドリックス）オムニバス
- Candy Doll COLLECTION 11 リリヤ.Y（2010年9月24日、株式会社ヘンドリックス）
- Candy Doll COLLECTION 12 シュザンナ（2010年10月24日、株式会社ヘンドリックス）
- Candy Doll COLLECTION 13 ブルマ Collection 9Girls（2010年10月24日、株式会社ヘンドリックス）オムニバス
- Candy Doll COLLECTION 14 シルビア（2010年11月23日、株式会社ヘンドリックス）
- Candy Doll COLLECTION 15 ジーナ（2010年12月23日、株式会社ヘンドリックス）
- Candy Doll COLLECTION 16 ジュリア（2010年12月23日、株式会社ヘンドリックス）

### CANDY DOLL☆COLLECTION

#### DVD
- CANDY DOLL☆COLLECTION 1 ローラ.B（2012年2月23日、CandyDoll）
- CANDY DOLL☆COLLECTION 2 アニータ.D（2012年3月23日、CandyDoll）
- CANDY DOLL☆COLLECTION 3 バレンシア.S（2012年4月23日、CandyDoll）
- CANDY DOLL☆COLLECTION 4 アリス.L（2012年5月23日、CandyDoll）
- CANDY DOLL☆COLLECTION 5 ナターシャ.C（2012年6月23日、CandyDoll）
- CANDY DOLL☆COLLECTION 6 ソフィア.V（2012年7月23日、CandyDoll）
- CANDY DOLL☆COLLECTION 7 リリヤ.Y（2012年8月23日、CandyDoll）
- CANDY DOLL☆COLLECTION 8 マヤ.L（2012年8月23日、CandyDoll）
- CANDY DOLL☆COLLECTION 9 シャルロット.S（2012年9月23日、CandyDoll）
- CANDY DOLL☆COLLECTION 10 マーシャ.P（2012年10月23日、CandyDoll）
- CANDY DOLL☆COLLECTION 11 ソニア.M（2012年11月23日、CandyDoll）
- CANDY DOLL☆COLLECTION 12 ローラ.B（2012年12月23日、CandyDoll）
- CANDY DOLL☆COLLECTION 13 ピオナ.P（2013年1月23日、CandyDoll）
- CANDY DOLL☆COLLECTION 14 リナ.I（2013年2月23日、CandyDoll）
- CANDY DOLL☆COLLECTION 15 バレンシア.S（2013年3月23日、CandyDoll）
- CANDY DOLL☆COLLECTION 16 ヴィーカ.Z（2013年4月23日、CandyDoll）
- CANDY DOLL☆COLLECTION 17 リリア.Y（2013年4月23日、CandyDoll）
- CANDY DOLL☆COLLECTION 18 ヴィオレッタ.K（2013年5月23日、CandyDoll）
- CANDY DOLL☆COLLECTION 19 クララ.H（2013年6月23日、CandyDoll）
- CANDY DOLL☆COLLECTION 20 ユリア.K（2013年7月23日、CandyDoll）
- CANDY DOLL☆COLLECTION 21 アンジェリーカ.L（2013年8月23日、CandyDoll）
- CANDY DOLL☆COLLECTION 22 ナターシャ.C（2013年9月23日、CandyDoll）
- CANDY DOLL☆COLLECTION 23 ダイアナ.M（2013年10月23日、CandyDoll）
- CANDY DOLL☆COLLECTION 24 ソニア.M（2013年12月23日、CandyDoll）
- CANDY DOLL☆COLLECTION Yoga Special（2013年12月23日、CandyDoll）オムニバス
- CANDY DOLL☆COLLECTION 25 エミリア.V（2013年12月23日、CandyDoll）
- CANDY DOLL☆COLLECTION 26 マヤ.L（2014年1月23日、CandyDoll）
- CANDY DOLL☆COLLECTION 27 サーニャ.V（2014年2月23日、CandyDoll）
- CANDY DOLL☆COLLECTION 28 エリーサ.M（2014年3月23日、CandyDoll）
- CANDY DOLL☆COLLECTION 29 シャルロット.S（2014年3月23日、CandyDoll）
- CANDY DOLL☆COLLECTION 30 ケイティ.M（2014年4月23日、CandyDoll）
- CANDY DOLL☆COLLECTION 31 アリッサ.P（2014年5月23日、CandyDoll）
- CANDY DOLL☆COLLECTION 32 ハンナ.F（2014年6月23日、CandyDoll）
- CANDY DOLL☆COLLECTION 33 アナスタシア.R（2014年7月23日、CandyDoll）
- CANDY DOLL☆COLLECTION 34 マーガレット.M（2014年8月23日、CandyDoll）
- CANDY DOLL☆COLLECTION 35 サビーナ.C（2014年9月23日、CandyDoll）
- CANDY DOLL☆COLLECTION 36 アリッサ.P（2014年10月23日、CandyDoll）
- CANDY DOLL☆COLLECTION 37 ケイティ.M（2014年11月23日、CandyDoll）
- CANDY DOLL☆COLLECTION Leotard Special（2014年12月23日、CandyDoll）オムニバス
- CANDY DOLL☆COLLECTION 38 ベラ.K（2014年12月23日、CandyDoll）
- CANDY DOLL☆COLLECTION 39 エヴァ.R（2015年1月23日、CandyDoll）
- CANDY DOLL☆COLLECTION 40 ローレン.F（2015年2月23日、CandyDoll）
- CANDY DOLL☆COLLECTION 41 ハンナ.F（2015年3月23日、CandyDoll）
- CANDY DOLL☆COLLECTION Swim Wear Special（2015年5月23日、CandyDoll）オムニバス

#### Blu-ray Disc
- CANDY DOLL☆COLLECTION 1 ローラ.B（2012年2月23日、CandyDoll）
- CANDY DOLL☆COLLECTION 2 アニータ.D（2012年3月23日、CandyDoll）
- CANDY DOLL☆COLLECTION 3 バレンシア.S（2012年4月23日、CandyDoll）
- CANDY DOLL☆COLLECTION 4 アリス.L（2012年5月23日、CandyDoll）
- CANDY DOLL☆COLLECTION 5 ナターシャ.C（2012年6月23日、CandyDoll）
- CANDY DOLL☆COLLECTION 6 ソフィア.V（2012年7月23日、CandyDoll）
- CANDY DOLL☆COLLECTION 7 リリヤ.Y（2012年8月23日、CandyDoll）
- CANDY DOLL☆COLLECTION 9 シャルロット.S（2012年9月23日、CandyDoll）
- CANDY DOLL☆COLLECTION 11 ソニア.M（2012年11月23日、CandyDoll）
- CANDY DOLL☆COLLECTION 12 ローラ.B（2012年12月23日、CandyDoll）
- CANDY DOLL☆COLLECTION 13 ピオナ.P（2013年1月23日、CandyDoll）
- CANDY DOLL☆COLLECTION 14 リナ.I（2013年2月23日、CandyDoll）
- CANDY DOLL☆COLLECTION 15 バレンシア.S（2013年3月23日、CandyDoll）
- CANDY DOLL☆COLLECTION 16 ヴィーカ.Z（2013年4月23日、CandyDoll）
- CANDY DOLL☆COLLECTION 17 リリア.Y（2013年4月23日、CandyDoll）
- CANDY DOLL☆COLLECTION 19 クララ.H（2013年6月23日、CandyDoll）
- CANDY DOLL☆COLLECTION 20 ユリア.K（2013年7月23日、CandyDoll）
- CANDY DOLL☆COLLECTION 21 アンジェリーカ.L（2013年8月23日、CandyDoll）
- CANDY DOLL☆COLLECTION 22 ナターシャ.C（2013年9月23日、CandyDoll）
- CANDY DOLL☆COLLECTION 23 ダイアナ.M（2013年10月23日、CandyDoll）
- CANDY DOLL☆COLLECTION 24 ソニア.M（2013年12月23日、CandyDoll）
- CANDY DOLL☆COLLECTION Yoga Special （2013年13月23日、CandyDoll）オムニバス
- CANDY DOLL☆COLLECTION 25 エミリア.V（2013年13月23日、CandyDoll）
- CANDY DOLL☆COLLECTION 26 マヤ.L（2014年1月23日、CandyDoll）
- CANDY DOLL☆COLLECTION 27 サーニャ.V（2014年2月23日、CandyDoll）
- CANDY DOLL☆COLLECTION 28 エリーサ.M（2014年3月23日、CandyDoll）
- CANDY DOLL☆COLLECTION 29 シャルロット.S（2014年3月23日、CandyDoll）
- CANDY DOLL☆COLLECTION 30 ケイティ.M（2014年4月23日、CandyDoll）
- CANDY DOLL☆COLLECTION 31 アリッサ.P（2014年5月23日、CandyDoll）
- CANDY DOLL☆COLLECTION 32 ハンナ.F（2014年6月23日、CandyDoll）
- CANDY DOLL☆COLLECTION 33 アナスタシア.R（2014年7月23日、CandyDoll）
- CANDY DOLL☆COLLECTION 34 マーガレット.M（2014年8月23日、CandyDoll）
- CANDY DOLL☆COLLECTION 35 サビーナ.C（2014年9月23日、CandyDoll）
- CANDY DOLL☆COLLECTION 36 アリッサ.P（2014年10月23日、CandyDoll）
- CANDY DOLL☆COLLECTION 37 ケイティ.M（2014年11月23日、CandyDoll）
- CANDY DOLL☆COLLECTION Leotard Special（2014年12月23日、CandyDoll）オムニバス
- CANDY DOLL☆COLLECTION 38 ベラ.K（2014年12月23日、CandyDoll）
- CANDY DOLL☆COLLECTION 39 エヴァ.R（2015年1月23日、CandyDoll）
- CANDY DOLL☆COLLECTION 40 ローレン.F（2015年2月23日、CandyDoll）
- CANDY DOLL☆COLLECTION 41 ハンナ.F（2015年3月23日、CandyDoll）
- CANDY DOLL☆COLLECTION Swim Wear Special（2015年5月23日、CandyDoll）オムニバス

## 書籍

### 写真集
- 北欧美少女 11人のアリスたち（2007年12月25日、コスミック出版） ISBN 4774706981
- 北欧美少女 青い瞳のアリス（2010年6月5日、コスミック出版） ISBN 4774790478
- キラメキTeen’s Girl 6月号 Princess Doll ≪ドレス特集≫（2011年5月1日、テクニカルスタッフ）
- 東欧美少女カタログ・コスプレスペシャル（2011年12月9日、マイウェイ出版） ISBN 486135871X
- 白亜の幼精たち（2012年8月19日、マイウェイ出版） ISBN 4861359457